# Revolução de Chuquisaca
Conhece-se como Revolução de Chuquisaca de 25 de maio de 1809 ao levantamento popular contra as autoridades da Real Audiência de Charcas na cidade de Chuquisaca, atualmente conhecida como Sucre. É aludida na Bolívia como o Primeiro Grito Libertário da América, ou a Deflagração da liberação americana. O independentista Bernardo de Monteagudo a considerou como o início da Revolução do Rio da Prata.

## Antecedentes
Em 1808, Napoleão Bonaparte conseguiu mediante as Abdicações de Bayona, a renúncia de Carlos IV ao Reino da Espanha e Índias em favor de Fernando VII e deste último em favor dos Bonaparte, tornando José Bonaparte o novo rei da Espanha e suas colônias. Esta crise institucional e a consequente invasão da Espanha pelo exército napoleônico, propiciou a criação de juntas na península, que desconheceram a autoridade dada a José Bonaparte, defendendo os direitos de Fernando VII. Nessas circunstâncias em 1809, em Chuquisaca, e logo em muitas outras cidades americanas sob o domínio do Império Espanhol, detonaram uma crise política devida à crise institucional na metrópole às tensões revolucionárias que vinham amadurecendo nas sociedades coloniais.

## Goyeneche: entrevista em Chuquisaca
Em 1808, José Manuel de Goyeneche, militar espanhol, foi comissionado como representante plenipotenciário da Junta Suprema Central de Sevilha para a proclamação do rei Fernando VII no Rio da Prata e no Vice-reino do Peru. Ao passar pelo Rio de Janeiro a caminho de Buenos Aires, se encontrou com a infanta Carlota Joaquina de Borbón, irmã de Fernando VII e rainha regente de Portugal no Brasil, com ambições de assumir os títulos de seu irmão em terras americanas. A rainha Carlota deu a Goyeneche cartas con suas pretensões dirigidas às autoridades coloniais que ele iria visitar. Goyeneche aceitou o encargo, sem comprometer-se mais que atuar como mensageiro.
Após passar por Buenos Aires, quando nos últimos dias de 1808 Goyeneche chegou a Chuquisaca, sede da Real Audiência de Charcas, as notícias de sua entrevista com Carlota do Brasil despertaram alarme na população. Em meados do século XVIII a província de Chiquitos, nas planícies a leste de Chuquisaca, havia sido alcançada pelas incursões de bandeirantes brasileiros, que sequestraram e escravizaram a população aborígene, lembrança que despertou suspeitas na população da cidade.
| “ | Faço saber aos leais e fiéis vassalos do Rei católico de Espanhas e Índias, (…) Estando desta sorte meus muito amados Pais, irmãos e demais indivíduos de minha real família de Espanha privados de sua natural liberdade sem poder exercer sua autoridade nem menos atender à defesa e conservação de seus direitos (…) portanto considerando-me suficientemente autorizada e obrigada a exercer as vezes de meu augusto Pai e real família de Espanha como a mais próxima representante sua neste continente da América para com seus fiéis e amados vassalos, me pareceu conveniente e oportuno dirigi-los este meu manifesto pelo qual declaro nula a abdicação ou renúncia que meu Senhor Pai o Rei Don Carlos IV e demais indivíduos de minha real família de Espanha terem feita em favor do Imperador ou Chefe dos franceces; a cuja declaração devem aderir todos os fiéis e leais vassalos de meu augusto Pai, enquanto não se façam livres e independentes os representantes de minha real família (…) Igualmente os rogo e encargo com o maior encarecimento que prossigais como até aqui na reta administração da justiça de acordo com as leis, as que cuidarei e zelarei que se mantenham ilesas e em seu vigor e observância, cuidando muito particularmente da tranquilidade pública e defesa destes domínios, até que meu amado primo o infante D. Pedro Carlos ou outra pessoa chegue entre vós para cuidar dos assuntos do governo destes domínios durante a desgraçada situação de meus muito amados Pais, irmãos e tio, sem que minhas novas providências alterem no mais mínimo o disposto e prevenido por meus augustos antecessores | ” |

As diligências de Goyeneche foram curtas, pois a Real Audiência e seu presidente Ramón García de León y Pizarro reconheceram a autoridade da junta peninsular e as comunicações da infanta Carlota não passaram de meras formalidades que se despacham antes que o plenipotenciário seguisse a caminho de Lima, onde o vice-rei do Peru José Fernando de Abascal lhe outorgou a patente de brigadeiro a a presidência provisória da Real Audiência de Cusco. Em sua estância em Chuquisaca, Goyeneche se encontrou em várias ocasiões com García de León y Pizarro e com o arcebispo de Charcas Benito María Moxó y Francolí. Ambos tinham previamente conflitos com os ouvidores da Real Audiência e com o cabildo eclesiástico respectivamente, que rechaçaram a carta de Carlota Joaquina.

## Eventos
O presidente da Audiência comunicou a carta à Universidade para conhecer seu parecer, sendo rechaçada por considerá-la subversiva pelo corpo docente, argumentando ademais que a pragmática sanção de Felipe V havia excluído as mulheres do trono espanhol, ao que o arcebispo Moxo e o assessor do presidente, Pedro Vicente Cañete replicaram que a pragmática sanção havia sido derrogada pelas Cortes de Madri em 1789. A ata do corpo docente redigida por Jaime Zudáñez foi ordenada a ser apagada pelo vice-rei Santiago de Liniers por conter expressões tais como traição, o que foi mandado realizar pelo presidente. Estas ações alimentaram rumores de conspiração.
Em 23 de maio García de León y Pizarro se dirigiu ao governador intendente de Potosí pedindo que a brevemente se deslocasse para Chuquisaca com as tropas que puderam reunir, pois:
| “ | (…) todas os sinais são de que tratam de tomar-me o mando (…) e desconhecer a autoridade do governo superior. | ” |

Em 25 de maio de 1809 os ouvidores da Audiência de Charcas fizeram eco dos rumores de conspiração carlotista e ordenaram a prisão do presidente García de León y Pizarro. Este, ao tomar conhecimento se adiantou e mandou prender alguns dos ouvidoes e membros do cabildo de Chuquisaca, os quais se ocultaram, só podendo ser preso o fiscal Jaime de Zudáñez.
Encabeçados por Bernardo de Monteagudo e outros seguidores de ideais republicanos, foram realizados protestos populares nas ruas de Chuquisaca com o lema ¡Muera el mal gobierno, viva el Rey Fernando VII! (Morra o mau governo, viva o Rei Fernando VII!), fomentados por rumores da conspiração carlotista. Os estudantes da Universidade de São Francisco Xavier, descontentes também com o reitor arcebispo Moxó y Francolí, se rebelaram, seguidos pelo povo, pedindo a liberação de Zudáñez e a renúncia de García de León y Pizarro. Como chamada ao povo, tocou-se um dos sinos da igreja de São Francisco até rachá-lo. O sino agora é chamado "O Sino da Liberdade" e o é tocado a cada 25 de maio em homenagem à "Deflagração da Liberação Americana".
O arcebispo Moxó y Francolí, acusado por uma multidão e por pedido de membros da Audiência, solucionou as questões burocráticas com García de León y Pizarro para que pusesse em liberdade Zudáñez. Ao não obter resposta, se apresentou ante ele uma delegação composta pelo sub-delegado do Partido de Yamparáez, tenente-coronel Juan Antonio Álvarez de Arenales, o prefeito Paredes e o padre Polanco, solicitando a retirada da artilharia despachada pelo governador. García de León y Pizarro aceitou mas, uma vez que entraram os delegados populares no palácio, seus oficiais leais rechaçaram as exigências e abriram fogo sobre as multidão matando alguns deles. O povo reagiu apoderando-se da artilharia e munições, exigindo a deposição e prisão do presidente. García de León y Pizarro se demitiu e a Audiência assumiu o mando político e militar, nomeando Álvarez de Arenales como comandante-geral e ao decano da Audiência, José de la Iglesia como governador de Charcas (o regente da Audiência havia falecido). O presidente foi submetido à justiça por traição à pátria e a guarnição foi desarmada, passando as armas ao povo. Somente García de León y Pizarro e o comandante das milícias Ramón García, foram separados de seus cargos.
Em 9 de julho o governador de Potosí, Francisco de Paula Sanz, recebeu una comunicação do vice-rei ordenando que reunisse uma força competente em Potosí para manter o sossego público e o respeito às autoridades, ordenando também que obedecesse a Audiência no que esta não contrariasse o governo superior. Marchou Paula Sanz com tropas sobre Chuquisaca em auxílio ao presidente, enquanto Álvarez de Arenales organizou a defesa formando as milícias de Chuquisaca e Yamparáez com nove companhias de infantaria organizadas pelos ofícios de seus membros: I Infantaria (sob o comando de Joaquín Lemoyne), II Acadêmicos (Manuel de Zudáñez), III Ourives (Juan Manuel Lemoyne), IV Tecelões (Pedro Carbajal), V Alfaiates (Toribio Salinas), VI Chapeleiros (Manuel de Entre Ambas Aguas), VII Sapateiros (Miguel Monteagudo), VIII Pintores (Diego Ruiz) e IX Vários grêmios (Manuel Corcuera). Formaram-se ainda três partidas de cavalaria ligeira sob o comando de Manuel de Sotomayor, Mariano Guzmán y Nicolás de Larrazabal, um corpo de artilharia sob o comando de Jaime de Zudáñez e um batalhão de pardos e morenos. A Audiência de Charcas ordenou Paula Sanz que retrocedesse com suas tropas e este obedeceu. Informado, o vice-rei do Rio da Prata, Baltasar Hidalgo de Cisneros, aprovou as ações da Audiência.

## Consequências
Até esses momentos, a revolta de Chuquisaca não havia sido independentista, senão que a tentativa de sustentar os direitos de Fernando VII contra os carlotistas. Contanto, um grupo de dirigentes da revolta levaram adiante reuniões para aproveitar as circunstâncias e buscar a independência, entre eles: Paredes, Mariano Michel, Alzérraca, José Manuel Mercado, Álvarez de Arenales, Lanza e Monteagudo. De Chuquisaca, foram enviados emissários a distintas cidades, supostamente para transmitir suas leais intenções para com Fernando VII e com tarefas encomendadas pela Audiência, encobertamente escolhidos para fomentar os sentimentos independentistas entre os habitantes de outras cidades. Monteagudo foi enviado a Potosí e Tupiza, Michel e Mercado foram a La Paz, Alzérraca e Juan María Pulido foram a Cochabamba, Joaquín Lemoine a Santa Cruz de la Sierra e Manuel Moreno a Buenos Aires.
Michel cumpriu sua obrigação em La Paz, onde permaneceu um mês, conseguindo que os líderes independentistas locais depusessem em 16 de julho o governador intendente Tadeo Dávila e o bispo de La Paz, Remigio de la Santa y Ortega. Formou-se ali uma junta de governo independentista denominada Junta Tuitiva presidida pelo coronel Pedro Domingo Murillo.
Enquanto isso, o intendente de Potosí, Francisco de Paula Sanz desconheceu a Audiência de Charcas e a Junta Tuitiva de La Paz, procedeu a separar os oficiais americanos do Batalhão de Cívicos e começou a prender vários simpatizantes da Audiência, entre eles os chefes do Batalhão de Açougueiros de Potosí. Pediu ajuda ao vice-rei do Peru José Fernando de Abascal y Sousa e também ao cacique aymara de Chayanta, Martín Herrera Chairari, famoso por sua crueldade, mas Manuel Asencio Padilla com guerrilheros recrutados em Tomina e Chayanta, atacou Chairari impedindo que abastecesse com víveres e forragem as tropas de Paula Sanz. Chairari foi degolado por aymaras que aproveitaram as circunstâncias para libertar-se de seu jugo.
O presidente interino da Real Audiência de Cusco, brigadeiro José Manuel de Goyeneche, por instrução do vice-rei Abascal, ofereceu ao vice-rei do Rio da Prata Baltasar Hidalgo de Cisneros suas forças militares para atuar sobre os sublevados de La Paz e de Charcas. Cisneros aceitou em 21 de setembro pedindo que se coordenassem com o general Vicente Nieto quen havia sido nomeado presidente da Audiência de Charcas e viajava até Buenos Aires ao mando de um contingente de quase mil soldados junto ao sub-inspetor geral Bernardo Lecocq e ao coronel José Córdova. As tropas partiram de Buenos Aires em 4 de outubro de 1809, incorporando alguns soldados em Salta. Participavam soldados veteranos de Dragões, infantaria e artilharia, uma companhia da marinha e tropas milicianas de patrícios, arribeños, andaluces, montanheses e artilheiros da União. Em 14 de dezembro chegaram a Potosí, onde a Real Audiência de Charcas enviou um grupo de deputados avisando a liberação de García de León Pizarro e sua submissão. As tropas entraram pacificamente em Chuquisaca e em 21 de dezembro de 1809 o fez também Nieto acompanhado do arcebispo Moxo. Nieto mandou prender os ouvidores da Audiência e muitos de seus partidários, entre eles: Juan Antonio Fernández, Lemoine e Álvarez de Arenales, sendo enviados aos calabouços de Callao. Zudáñez e Monteagudo fugiram de Chuquisaca, a Real Audiência foi restabelecida e as companhias foram dissolvidas, mas a antiga ordem não voltaria a ser a mesma.
Em 25 de maio de 1810, uma revolução em Buenos Aires desencadeou um série de sucessos que desembocaram na independência das repúblicas da América do Sul.

## Controvérsia
Este evento é considerado pela tradição historiográfica como o primeiro dos eventos autonômicos que desembocaram logo nos movimentos independentistas na América Espanhola. Contudo, na historiografia recente surgiu uma corrente revisionista que chama este evento uma revolução monárquica por suas expressões de lealdade ao monarca. Afirmam que se tratou de uma revolta que enfrentou Fernandistas e Carlotistas em um contexto distanciado de intenções independentistas, criticando sua atual condição de festa cívica patriótica. Põe-se em contraste com a revolução de 16 de julho em La Paz, sob a direção de Pedro Domingo Murillo, que foi uma revolução abertamente independentista. Assinalam à Junta Tuitiva que se formou em La Paz como o primeiro 'governo livre' da América do Sul e origem da independência hispano-americana.
Mais distante da postura revisionista, o líder independentista Bernardo de Monteagudo a considerava, já em 1812, como o início da Revolução do Rio da Prata ao escrever o Ensayo sobre la Revolución del Río de la Plata desde el 25 de Mayo de 1809, no periódico Mártir o Libre, no terceiro aniversário da revolução.